# Bryophilopsis roederi
Bryophilopsis roederi är en fjärilsart som beskrevs av Standfuss 1892. Bryophilopsis roederi ingår i släktet Bryophilopsis och familjen trågspinnare. Inga underarter finns listade i Catalogue of Life.